# Дюбуа, Жак-Эмиль
Жак-Эмиль Дюбуа (фр. Jacques-Émile Dubois; 13 апреля 1920, Лилль — 2 апреля 2005, Париж) — французский химик, один из первых ученых, работавших в области хемоинформатики, разработчик системы DARC (Description, acquisition, restitution et conception).

## Биография
Родился 13 апреля 1920 года в Лилле. Во время Второй мировой войны был участником французского Сопротивления. Учился в университете Гренобля, после окончания университета остался в нём младшим преподавателем химии (assistant de chimie) на факультете естественных наук. В 1947 году получил степень доктора философии по физике. В 1949-1957 годах работал в Саарском университете (в том числе стал основателем и директором Института химии университета). После вхождения Саара в состав ФРГ вернулся во Францию, где стал профессором и заведующим кафедрой физико-органической химии на факультете естественных наук Парижского университета, а после разделения Сорбонны — в университете Париж VII имени Дени Дидро. В 1988 году прекратил активную преподавательскую деятельность, став заслуженным профессором.
Принимал участие в работе многих научных и правительственных учреждений Франции, вот лишь некоторые из его должностей:
- Технический советник министра национального образования Кристиана Фуше (1962–1963);
- Член управленческого совета Исследовательского института развития (1963–1975);
- Директор научно-исследовательских и испытательных центров Министерства обороны (1965–1977);
- Член административного совета Национального центра научных исследований (1965–1977);
- Член научного совета Комиссариата по атомной энергии (1971–1977)
- Президент Французского общества физической химии (1974–1976);
- Директор Биологического отделения Института Кюри (1977–1980);
- Вице-президент Национального центра химической информации (1973–1990)[5].
- Научный директор Compagnie générale d'électricité (1979–1983)

Кроме того, играл заметную роль в международных научных организациях: в 1969-1977 годах был председателем межведомственной комиссии IUPAC (Interdivisional Committee of Machine Documentation), был вице-президентом (1981–88) и президентом (1994–98) Комитета по данным для науки и техники (CODATA) — междисциплинарного комитета Международного совета по науке, учреждённого с целью сбора, критической оценки, хранения и поиска важных данных для задач науки и техники.

## Научный вклад
Автор многочисленных научных работ в области кинетики, термодинамики и химической информатики. Одним из первых применил теорию графов для представления и классификации органических молекул. В 1965 году он разработал систему DARC (аббревиатура слов «Description, acquisition, restitution, corrélation»), позволяющую осуществлять поиск соединений по структурным формулам. Впоследствии эта система, в частности, использовалась в фармацевтических исследованиях для поиска новых молекул и прогнозирования их свойств за счёт подобия структур. В 1981 году сотрудничество между коллективом учёных во главе с Дюбуа, Национальным центром химической информации и компанией Questel привел к выпуску первой коммерчески доступной системы для выполнения поиска структур в базе данных CAS Registry.

## Награды
- Медаль Бертло (1965) Французской академии наук — за работы в области физической органической химии
- Премия Жеккера (1965)
- Grand prix de la technique de la Ville de Paris (1975) — за разработку системы DARC
- Herman Skolnik Award Американского химического общества (1992)
- Командор ордена Почётного легиона
- Командор ордена «За заслуги»
- Командор ордена Академических пальм
- Медаль Сопротивления